# Demi Lovato Summer Tour 2012
Demi Lovato Summer Tour 2012 foi a terceira turnê solo da cantora e atriz norte-americana Demi Lovato, feita para continuar a promover seu terceiro álbum em estúdio, Unbroken. Diferente da A Special Night with Demi Lovato em sua primeira fase essa turne não envolveu coreografias devido a própria cantora acreditar que o que realmente precisava para seus shows era poder ter mais contatos com os fãs presentes.
A turnê iniciou-se em 12 de junho de 2012, em Del Mar, Estados Unidos, em um festival logo após ter visitado os países da America Latina e sua última apresentação ocorreu no dia 30 de setembro de 2012, no Rio de Janeiro, Brasil, onde a cantora se apresentou no Festival Z.

## Summer Tour 2012
Summer Tour 2012 foi a terceira turnê de Demi Lovato para divulgação do álbum Unbroken. Começou no dia 12 de junho de 2012, em Del Mar, Estados Unidos, e terminou em 30 de setembro de 2012, no Rio de Janeiro, Brasil. A turnê passou pelos Estados Unidos, Canadá e novamente ao Brasil, abrangendo um total de 25 apresentações. No Brasil, Demi Lovato se apresentou no Festival Z em São Paulo e Rio de Janeiro, respectivamente, ao lado de bandas como McFly, The Wanted, Hot Chelle Rae. Demi Lovato foi a apresentação mais esperada do festival.
Nick Jonas fez uma participação durante um medley das canções Catch Me e Don't Forget em um show que aconteceu no Greek Theatre localizado em Los Angeles, capital da California. Esperava-se que Lovato fizesse performances completas da música Don't Forget durante a Summer Tour, por ser uma das mais tocadas de sua carreira, mas ao invés disto, ela apenas criou o medley que foi performado como a quarta música dos concertos realizados por ela.

## Bandas de abertura
- Hot Chelle Rae
- Owl City

## Repertório
1. "All Night Long"
2. "Got Dynamite"
3. "Hold Up"
4. "Get Back"
5. Medley
  1. "Catch Me"
  2. "Don't Forget"
6. "My Love Is Like A Star"
7. "Fix a Heart"
8. "How to Love" (cover de Lil Wayne)
9. "American Honey" (cover de Lady Antebellum)
10. "The House That Built Me" (cover de Miranda Lambert)
11. "Who's That Boy"
12. "You're My Only Shorty"
13. Medley
  1. "Here We Go Again"
  2. "La La Land"
14. "Lightweight"
15. "Skyscraper"
16. "Turn Up the Music" (cover de Chris Brown)
17. "Together"
18. "Remember December"

Encore:
1. "Unbroken (canção)"
2. "Give Your Heart a Break"

1. "All Night Long"
2. "Got Dynamite"
3. "Hold Up"
4. "Get Back"
5. Medley
  1. "Catch Me"
  2. "Don't Forget"
6. "My Love Is Like A Star"
7. "Fix a Heart"
8. Medley
  1. "Here We Go Again"
  2. "La La Land"
9. "Skyscraper"
10. "Turn Up the Music" (cover de Chris Brown)
11. "Remember December"

Encore:
1. "Give Your Heart a Break"

## Datas da turnê
| Data                   | Cidade           | País           | Local                             |
| ---------------------- | ---------------- | -------------- | --------------------------------- |
| América do Norte       |                  |                |                                   |
| 12 de junho de 2012    | Del Mar          | Estados Unidos | Del Mar Fairgrounds[E]            |
| 22 de junho de 2012    | Holmdel          | Estados Unidos | PNC Bank Arts Center              |
| 23 de junho de 2012    | Hershey          | Estados Unidos | Star Pavillion                    |
| 24 de junho de 2012    | Vienna           | Estados Unidos | Filene Center                     |
| 26 de junho de 2012    | Saratoga Springs | Estados Unidos | Saratoga Performing Arts Center   |
| 30 de junho de 2012    | Uncasville       | Estados Unidos | Mohegan Sun Arena                 |
| 01 de julho de 2012    | Canandaigua      | Estados Unidos | Sands Performing Arts Center      |
| 03 de julho de 2012    | Toronto          | Canadá         | Molson Canadian Amphitheatre      |
| 05 de julho de 2012    | Boston           | Estados Unidos | Bank of America Pavilion          |
| 12 de julho de 2012    | Salt Lake City   | Estados Unidos | EnergySolutions Arena             |
| 13 de julho de 2012    | Phoenix          | Estados Unidos | Comerica Theatre                  |
| 14 de julho de 2012    | Las Vegas        | Estados Unidos | House of blues                    |
| 15 de julho de 2012    | Bakersfield      | Estados Unidos | Rabobank Arena                    |
| 17 de julho de 2012    | San Jose         | Estados Unidos | Events Center                     |
| 18 de julho de 2012    | Los Angeles      | Estados Unidos | Greek Theatre                     |
| 20 de julho de 2012    | Sacramento       | Estados Unidos | Power Balance Pavilion            |
| 29 de julho de 2012    | St. Augustine    | Estados Unidos | St. Augustine Amphitheatre        |
| 04 de agosto de 2012   | Highland Park    | Estados Unidos | Ravinia Pavilion                  |
| 11 de agosto de 2012   | Springfield      | Estados Unidos | Illinois State Fair Grandstand[F] |
| 12 de agosto de 2012   | Camden           | Estados Unidos | Susquehanna Bank Center           |
| 27 de agosto de 2012   | Essex Junction   | Estados Unidos | Coca-Cola Grandstand[G]           |
| 28 de agosto de 2012   | St. Paul         | Estados Unidos | Minnesota State Fair              |
| 30 de agosto de 2012   | Monroe           | Estados Unidos | Evergreen Events Center           |
| 01 de setembro de 2012 | Salem            | Estados Unidos | The Pavilion                      |
| América do Sul         |                  |                |                                   |
| 29 de setembro de 2012 | São Paulo        | Brasil         | Arena Anhembi[J]                  |
| 30 de setembro de 2012 | Rio de Janeiro   | Brasil         | HSBC Arena[K]                     |

E Este concerto faz parte do "San Diego County Fair"
F Este concerto faz parte do "Illinois State Fair"
G Este concerto faz parte do "Champlain Valley Fair"
H Este concerto faz parte do "Evergreen State Fair"
I Este concerto faz parte do "Oregon State Fair"
J Este concerto faz parte do "Z Festival"
K Este concerto faz parte do "Z Festival"